# Cleistocactus aurantiacus
Cleistocactus aurantiacus es una especie de planta suculenta perteneciente al género Cleistocactus, dentro de la familia Cactaceae. Es endémica de Bolivia.

## Descripción
Cleistocactus aurantiacus es una especie de cactus que crece como un arbusto, con tallos verdes, delgados y ramificados desde la base.
Puede alcanzar varios metros de altura y presenta de 10 a 15 costillas redondeadas en las que se asientan las areolas. De ellas emergen espinas delgadas, donde las espinas radiales son más numerosas y cortas que las centrales.
Las flores aparecen en gran número de forma individual desde las areolas. Son tubulares, las puntas apenas se abren y son de color naranja brillante. Los frutos, aunque son pequeños y densamente escamosos, contienen numerosas semillas.

## Distribución y hábitat
El área de distribución nativa de esta especie es Bolivia, y crece principalmente en biomas desérticos o de matorrales secos.

## Taxonomía
Cleistocactus aurantiacus fue descrita por el botánico británico Martin Lowry y publicada por primera vez en la revista científica Cactus World 43: 231 en 2023.
Etimología
- Cleistocactus: nombre genérico que deriva de la combinación de la palabra griega kleistos (que significa 'cerrado'), y cactus (término latino que alude a las plantas del género Cactaceae), haciendo referencias a que son cactus con flores cerradas, ya que en algunas especies apenas se abren y parecen estar cerradas.[3]
- aurantiacus: epíteto específico que proviene del latín aurantĭăcus (que significa ‘naranja’ o ‘de color naranja’), haciendo referencia al color de las flores de esta especie.[4][5]

## Usos
Se cultiva principalmente como planta ornamental, y su propagación se realiza a través de esquejes o semillas.